# Gabriela Andersen-Schiess
Gabriela „Gaby” Andersen-Schiess (ur. 20 maja 1945 w Zurychu) – szwajcarska lekkoatletka specjalizująca się w biegach długich, która stała się znana na całym świecie z powodu swojego niezwykłego finiszu w biegu maratońskim na Letnich Igrzyskach Olimpijskich 1984 w Los Angeles.

## Życiorys
W wieku 18 lat Gabriela Schiess wyemigrowała do Stanów Zjednoczonych, aby pracować jako instruktor narciarstwa. Wyszła za mąż za Amerykanina i uzyskała obywatelstwo amerykańskie, ale jako biegaczka nadal reprezentowała Szwajcarię. W 1983 roku wygrała maratony w Minneapolis-Saint Paul i Sacramento, jednocześnie poprawiając rekord Szwajcarii, co pozwoliło jej zakwalifikować się do inauguracyjnego maratonu kobiet na Letnich Igrzyskach Olimpijskich 1984. 
Biegnąc na 20 pozycji, przegapiła ostatni na trasie punkt z napojami i całkowicie odwodniła swój organizm. Pokonanie ostatnich 500 metrów na stadionie Los Angeles Memorial Coliseum zajęło jej siedem minut, podczas których kulała po bieżni i machała do pomocy medycznej aby jej nie pomagała, w celu uniknięcia dyskwalifikacji. Choć zdjęcia z udanej walki Gabrieli Andersen-Schiess (zajęła 37. miejsce) o dotarcie do mety obiegły cały świat, sama lekkoatletka szybko wyzdrowiała i już po dwóch godzinach została zwolniona przez pomoc medyczną.